# Хаяла Агаєва
Хаяла Агаєва (повне ім'я: Хаяла Закір кизи Агаєва; (азерб. Xəyalə Zaкir qızı Ağayeva); 18 січня 1997 року, Баку, Азербайджан) — азербайджанська журналістка, активістка прав жінок і політична в'язень; із 2015 року працює журналісткою-репортеркою в Meydan TV. 6 грудня 2024 року була заарештована в рамках кримінальної справи, порушеної проти журналістів Meydan TV. Хаялу Агаєву і ще шістьох журналістів, заарештованих у справі, звинуватили за статтею 206.3.2 Кримінального кодексу (контрабанда, вчинена групою осіб за попередньою змовою).
Наразі вона утримується у Бакинському слідчому ізоляторі Пенітенціарної служби Міністерства юстиції.

## Раніше роки та журналістська діяльність
Хаяла Агаєва народилася 18 січня 1997 року в Баку. Навчалася в Бакинському Коледжі Зв'язку. Закінчила Бакинську школу журналістики (BJM). З 2015 року працює журналістом-репортером у Meydan TV. Під час професійної діяльності вона неодноразово піддавалася затриманням, опору з боку поліції і жорстокому поводженню.
29 травня 2019 року, Хаялу Агаєву затримали під час висвітлення акції протесту перед будівлею Адміністрації президента, виконуючи її професійні обов'язки. Агаєву затримали більше ніж на дві години в 9-му відділенні поліції Сабаїльського районного управління поліції, а потім відпустили.
14-15 липня 2020 року, під час акції протесту перед будівлею Міллі Меджлісу, Хаяла Агаєва зіткнулася з тиском з боку поліції під час виконання своєї професійної діяльності: у неї відібрали телефон і службове посвідчення.
14 грудня 2022 року, Хаяла Агаєва з колегою з Meydan TV Айтаджом Ахмедовою вирушили на зйомки акції на дорозі Шуша — Ханкенді, але їх затримали там «люди в цивільному та чорних масках». Без пояснення причини їх просто посадили в машину та відіслали назад. Перш ніж їх відпустили, у них вилучили телефони, а матеріали були вилучені.
У листопаді 2024 року Хаяла Агаєва та Айтадж Тапдиг були затримані співробітниками охорони під час висвітлення акції протесту активіста із захисту прав тварин К. Мамедлі під час 29-ї сесії Конференції сторін Рамкової конвенції Організації Об'єднаних Націй про зміну клімату (COP29). Охоронці силоміць відвели Агаєву і Тапдик у службове приміщення, а потім вивели їх із території заходу.

## Арешт і суд
Хаяла Агаєва і ще шість журналістів — головний редактор Meydan TV Айнур Ельгюнеш, журналісти та репортери Айтадж Тапдиг, Айсель Умудова, Натіг Джавадли, журналіст-фрілансер Рамін Деко, а також заступник директора Бакинської школи журналістики (BJM) Ульві Тахіров були заарештовані 6 грудня 2024 року в Головному управлінні поліції міста Баку в рамках кримінальної справи, порушеної проти Meydan TV. Щодо кожного з них було висунуто обвинувачення за статтею 206.3.2 Кримінального кодексу (контрабанда, вчинена групою осіб за попередньою змовою). За словами адвоката Хаялі Агаєви Назіма Мусаєва, дівчина не визнає себе винною і пов'язує кримінальну справу зі своєю журналістською діяльністю. «Агаєва не скаржилася на фізичний тиск. Однак на неї було здійснено психологічний тиск. Зокрема, її змусили дати свідчення до прибуття її адвоката. Після того, як я розпочав її захист, вона скористалася правом відмовитися від первинних свідчень, даних за відсутності адвоката», — зазначив адвоката Мусаєв.
8 грудня було розглянуто подання слідчого органу про вибір запобіжного заходу щодо Хаяла Агаєва. У Хатайському районному суді під головуванням судді Сюльхани Гаджиєвої розглянуто подання у справі щодо запобіжного заходу у вигляді арешту Подання слідчого органу було забезпечено, і щодо кожного із затриманих, включно з Хаялом Агаєвим, обрали запобіжний захід у вигляді арешту строком на 4 місяці. Вона заперечувала обвинувачення і пов'язала арешт із журналістською діяльністю. Адвокат Агаєвої Назім Мусаєв назвав рішення суду необґрунтованим. «Абсолютно необґрунтоване рішення. Моя підзахисна Хаяля Агаєва навіть не зрозуміла, у чому основа обвинувачення. За нею просто прийшли і забрали з дому. У клопотанні про арешт усе було написано загальними словами, жодних первинних доказів провини журналістки не було представлено. Ми, звичайно, подамо апеляцію на арешт», — сказав він.
Хаяла Агаєва подала апеляційну скаргу на рішення Хатаїнського районного суду від 8 грудня 2024 року. 13 грудня на судовому засіданні в Бакинському апеляційному суді під головуванням судді Заура Гусейнова апеляційну скаргу Хаяли Агаєви було залишено без задоволення, а запобіжний захід у вигляді взяття під варту збережено. Адвокат Хаяли Агаєвої Назім Мусаєв заявив, що слідчий Головного управління поліції міста Баку (ГУПГБ) не зміг виправдати арешт Хаяли Агаєвої в суді. «Я запитав, чи ввозила Хаяла Агаєва гроші в країну через митницю, відкрито чи таємно? Слідчий сказав, що ні. Я запитав, чому ви її заарештували? Він сказав, що ми доведемо, що вона теж була замішана», — сказав Мусаєв.
14 січня 2025 року в Хатаїнському районному суді під головуванням судді Сюльхани Гаджиєвої відбувся розгляд клопотання про заміну запобіжного заходу співробітниці на домашній арешт. Назім Мусаєв у своїй промові заявив, що якби Хаяла Агаєва працювала у митних органах та мала мільйони грошей, то нині вона була би на свободі. «Однак усе її багатство — це її свобода слова, мова і підготовлені нею сюжети. Саме тому вона зараз перебуває у в'язниці», — сказав адвокат. На судовому процесі, який пройшов за участю слідчого ГУПДБ Ніджата Османова, суддя Сюльхана Гаджиєва не задовольнила клопотання захисту.
Хаяла Агаєва подала апеляційну скаргу на рішення Хатаїнського районного суду від 14 січня 2025 року. 17 січня на судовому засіданні в Бакинському апеляційному суді апеляційну скаргу Хаяли Агаєви було залишено без задоволення.
14 березня 2025 року Хатаїнський районний суд розглянув подання слідчого органу щодо продовження запобіжного заходу у вигляді взяття під варту, обраного стосовно Хаяли Агаєвої. Згідно з рішенням, термін утримання Агаєвої під вартою продовжено ще на 3 місяці.

## Міжнародна увага
Затримання журналістів Meydan TV зазнало різкої критики. Впливові міжнародні організації звернулися до влади Азербайджану із закликом звільнити журналістів. Лідери опозиційних партій Азербайджану — Партії народного фронту Азербайджану (AXCP), партії «Мусават» і партії «Республіканська альтернатива» (REAL), а також Національної ради демократичних сил — виступили із заявами, в яких засудили арешт журналістів Meydan TV.
Міжнародна правозахисна організація Amnesty International засудила арешти журналістів Meydan TV. «Ми засуджуємо останні арешти і закликаємо азербайджанську владу негайно звільнити журналістів і співробітників ЗМІ. Ми побоювалися репресій після COP29 і тепер закликаємо держави-учасниці конференції ООН відреагувати на переслідування, що тривають в Азербайджані, країні, яка все ще обіймає посаду голови COP29», — йдеться в заяві організації. Нещодавні арешти незалежних журналістів, включно зі співробітниками Meydan TV, є частиною репресій, що розпочалися рік тому і спрямовані на придушення незалежних критичних голосів, наголосив Amnesty International.
Міжнародна журналістська організація Article 19 також засудила арешти журналістів. «За кілька тижнів після кліматичного саміту в Баку було затримано щонайменше 7 журналістів — більшість із них із Meydan TV. Репресії — це нове нагадування про те, що Азербайджан не терпить критики та інакомислення. Ми повинні продовжувати боротися з тиском на свободу преси», — йдеться в публікації на акаунті організації в соціальній мережі X.
Комітет із захисту журналістів (CPJ), який базується в Нью-Йорку, засудив затримання співробітників Meydan TV. «Влада Азербайджану повинна негайно звільнити Натіка Джавадли, Хаялу Агаєву, Айтадж Тапдиг, Айнур Ельгюнеш, Айсель Умудову та Раміна Деко, а також більш ніж десяток інших провідних журналістів, заарештованих за аналогічними звинуваченнями останніми місяцями, і припинити безпрецедентний напад на незалежну пресу», — підкреслив CPJ.
Організація на захист преси «Репортери без кордонів» також засудила арешти співробітників Meydan TV. У повідомленні на акаунті RSF на платформі X сказано: «Репортери без кордонів» засуджують ці нові арешти і закликають негайно звільнити їх і 13 інших журналістів, яких утримують у ганебних умовах за надуманими звинуваченнями".
Правозахисна організація Freedom Now теж приєдналася до вимог припинити тиск на незалежну пресу в Азербайджані. «Азербайджан продовжує жорстко переслідувати незалежних журналістів. Останнім актом репресій стало затримання п'яти журналістів телеканалу Meydan TV за явно політично вмотивованими підставами. Ми закликаємо негайно звільнити їх і покласти край цьому переслідуванню». Про це йдеться в публікації в акаунті організації на платформі X.
Women Press Freedom своєю заявою підтримав Meydan TV і всіх журналістів в Азербайджані, які продовжують ризикувати своєю безпекою, щоб повідомляти правду. «Змусити замовкнути пресу — це напад на демократію», йдеться в заяві WPF.

### Реакція Державного департаменту США
11 грудня 2024 року Державний секретар США Ентоні Блінкен присвятив спеціальну заяву арештам активістів і журналістів в Азербайджані та закликав владу країни звільнити їх. Баку звинуватив Блінкена в упередженості, відкинувши претензії в придушенні громадянських свобод. У своїй заяві «Ескалація репресій проти громадянського суспільства і ЗМІ Азербайджану» Блінкен, зокрема, згадав Руфата Сафарова, Севіндж Вагіфгизи, Азера Гасимли, Фаріда Мехралізаде, Бахтіяра Гаджиєва, нещодавно затриманих працівників Meydan TV «та багатьох інших, заарештованих за їхню роботу в галузі прав людини». США закликають уряд Азербайджану негайно звільнити їх, заявив Блінкен. «Сполучені Штати глибоко стурбовані не тільки цими затриманнями, а й посиленням репресій проти громадянського суспільства і ЗМІ в Азербайджані», — наголошується в заяві Державного департаменту США. МЗС Азербайджану відреагувало на заяву Блінкена негативно, звинувативши Держдеп США у втручанні у внутрішні справи країни. Згідно із заявою відомства, таке втручання триває «протягом останніх чотирьох років», і цей час став «втраченими роками для азербайджано-американських відносин».

## Ссылки
- Khayala Aghayeva. Персоналии (англ.). «The Institute for Human Rights». 11 травня 2025. Процитовано 11 травня 2025.